# Loic Van Doren
Loic Van Doren né le 14 septembre 1996 à Anvers, est un joueur international belge de hockey sur gazon. Il évolue au poste de gardien de but au KHC Dragons et avec l'équipe nationale belge.
Il est le frère d'Arthur Van Doren.

## Carrière

### Coupe du monde
- : 2018

### Championnat d'Europe
- : 2019
- : 2017
- : 2021